# Succo enterico
Il succo enterico, o succo intestinale, è un liquido prodotto nel corpo umano assieme al succo pancreatico. 
Dopo l'azione del succo enterico, queste sostanze verranno assorbite nel sangue.
Si tratta di una soluzione acquosa contenente diversi enzimi quali amilasi, maltasi, tripsina, lipasi, catalizzatori specializzati col compito di idrolizzare i principi nutritivi contenuti negli alimenti, trasformandoli da macromolecole in monomeri.

## Trasformazioni del succo pancreatico
| principio nutritivo                            | trasformazione           |
| ---------------------------------------------- | ------------------------ |
| proteine (già polipeptidi)                     | amminoacidi              |
| grassi (anche grazie all'emulsione della bile) | acidi grassi e glicerolo |
| disaccaridi                                    | monosaccaridi            |